# Jevgenyij Jakovlevics Szavickij
Jevgenyij Jakovlevics Szavickij (oroszul:Евгений Яковлевич Савицкий; Novorosszijszk, 1910. december 24. — Moszkva, 1990. április 6.) a II. világháború szovjet ászpilótája 22 egyéni és 2 csoportos győzelemmel, a Szovjetunió kétszeres hőse, a légierő marsallja, a 4303-as aszteroidát róla nevezték el.
Lánya, Szvetlana Szavickaja, szovjet űrhajós, aki 1982-ben Valentyina Tyereskova után 19 évvel az első nőként tett űrsétát.

## Kitüntetései
- Szovjetunió Hőse (kétszeres)
- Lenin-díj (1978)
- A Szovjetunió Érdemes Pilótája
- Lenin érdemrend (háromszor)
- Októberi Forradalom érdemrend (1980. december 23.)
- Vörös Szalag érdemrend (ötször)
- Szuvorov érdemrend (2. osztály)
- Kutuzov érdemrend (2. osztály)
- Honvédő érdemrend (1. osztály)
- Vörös Csillag érdemrend (kétszeres)
- Order for Service to the Homeland in the Armed Forces of the USSR, 2nd and 3rd classes

1. ↑  Nagy szovjet enciklopédia (1969–1978), Савицкий Евгений Яковлевич, 2015. szeptember 28.